# 青木賢一郎
青木 賢一郎（あおき けんいちろう、1881年〈明治14年〉9月20日 - 1940年〈昭和15年〉5月25日）は、日本の政治家。長野県会議員。長野県参事会員。長野県下高井郡養蚕業組合長。有限責任北信共同乾繭販売組合理事。

## 経歴
長野県下高井郡延徳村（現・中野市）生まれ。青木彦兵衛の長男。小県蚕業学校、足利工業学校を卒業。県農工技手に就任。
1年志願兵として歩兵第15連隊に入り累進、中尉に任官。日露戦争に従軍して、勲六等、功五級金鵄勲章を賜う。凱旋後下高井郡農商学校教諭となった。中野農学校養蚕教師として奉職し、1923年に退職。
下高井郡書記、郡農会技師、農林技師、県農会技師、須坂支所長等を歴任。1906年以来県養蚕連合会に関係し、県養蚕連合会評議員、全国養蚕連合会評議員である。1927年、長野県会議員に当選した。民政党に所属。1940年5月25日、死去。

## 人物
宗教は禅宗。住所は長野県下高井郡延徳村大字三ツ和。

## 家族・親族
青木家
青木家は名主をつとめた家柄である。
- 父・彦兵衛（長野県会議長）[1]
- 妻・チヨ[3]（1883年 - ?、古田與一郎の妹）[7]
- 長男・太郎[3]（1908年 - 1977年、歯科医師、中野市長）
- 三女、四女[3]
- 孫・一（1948年 - 2008年、歯科医師、中野市長）

親戚
- 妻の兄・古田與一郎（鳩慶社銀行取締役）